# Реформатская церковь в Тунисе
Реформатская церковь в Тунисе (фр. Église Réformée de Tunisie) — единственная реформатская церковь в Тунисе.
Первоначально это была франкоязычная община, сейчас в ней представлены 15–20 стран. Церковь придерживается Апостольского Символа веры и Гейдельбергского катехизиса. Через Объединенную протестантскую церковь Франции церковь является членом Всемирного сообщества реформатских церквей. В 2011 году здание церкви претерпело масштабную реконструкцию. Посещаемость богослужений — 40–50 человек.
Реформатская церковь в Тунисе основана 11 ноября 1882 года, когда на богослужении в доме пастора Джорджа Дюрмайера в Тунисе присутствовало 24 человека. Семь лет спустя, в 1889 году, было освящено нынешнее святилище.

## Внешние ссылки
- Официальный веб-сайт| Ссылки на внешние ресурсы | Ссылки на внешние ресурсы |
| ------------------------- | ------------------------- |
| В социальных сетях        | - Facebook                |